# Compsibidion tethys
Compsibidion tethys là một loài bọ cánh cứng trong họ Cerambycidae.